# Chartreuses anglaises
L'ordre des Chartreux comprenait neuf chartreuses anglaises avant la Réforme. Les deux premières maisons ont été établies à Witham et Hinton toutes les deux dans le Somerset; Les autres étaient Beauvale, Londres, Coventry, Hull et Mount Grace dans le Yorkshire, Epworth et Sheen.
En 1368, les deux premières maisons anglaises ayant pris de l'importance sont constituées en Province, et D. Jean Lucoste, prieur de Hinton, est nommé visiteur.
La plus riche et la plus impressionnante était celle de Sheen, aujourd'hui Richmond, dans le Surrey, fondée par Henri V vers 1414. La dimension des bâtiments y était imposante : le grand cloître mesurait 91 mètres sur 76, l'autre cloître était un carré de 152 mètres de côté et la salle du Chapitre mesurait 34 mètres sur 18.
L'établissement de Mont Grace, dans le Yorkshire,  fondé par Thomas Holland, jeune  duc de Surrey), neveu de Richard II et maréchal d'Angleterre, lors du renouveau de l'ordre vers  1397, est l'exemple le plus parfait et le mieux conservé des chartreuses anglaises.
Le roi Henri VIII Tudor fit massacrer les chartreux anglais qui refusèrent de souscrire au schisme avec l'Église catholique. Ils furent béatifiés au XXe siècle.

## Province cartusienne d’Angleterre[3]
1. Witham : 1178-1539
2. Hinton : 1227-1539
3. Kinalekin (Irlande) : 1279-1321
4. Beauvale : 1343-1539
5. Londres : 1370-1537
6. Hull 1378-1539
7. Coventry : 1381-1539
8. Totnes : 1383-1386, fondée par Guillaume de La Souche, conseiller du Roi. Ce ne fut en fait qu’un projet de fondation.
9. Axholme : 1397-1538
10. Mountgrace : 1398-1539
11. Sheen : 1414-1559 (transfert à Nieuport)
12. Perth (Écosse) : 1429-1567
13. Parkminster : 1873